# Herrestads församling, Göteborgs stift
Herrestads församling är en församling i Uddevalla och Stenungsunds kontrakt i Göteborgs stift som ligger i Uddevalla kommun, Bohuslän i Västra Götalands län. Församlingen utgör ett eget pastorat.

## Administrativ historik
Församlingen har medeltida ursprung. 
Församlingen var till 1995 i pastorat med Skredsviks församling och Högås församling, tidigt och från 1 september 1980 som moderförsamling, däremellan som annexförsamling med Skredsviks församling som moderförsamling. Från 1995 utgör församlingen ett eget pastorat.

## Kyrkobyggnader
- Herrestads kyrka